# Roberto Menia
Roberto Menia (Pieve di Cadore, 3 dicembre 1961) è un politico italiano.
È stato membro della Camera dei deputati dal 1994 al 2013, dapprima con l'MSI/AN, poi con il PdL e infine con FLI. Nel 2022 viene eletto senatore della Repubblica Italiana coi Fratelli d'Italia.
Ha inoltre ricoperto, per breve tempo, la carica di presidente del Movimento Nazionale per la Sovranità, prima di aderire a Fratelli d'Italia.
Dal 2012 è segretario generale del Comitato Tricolore per gli Italiani nel Mondo, l'associazione italiana fondata nel 1968 con lo scopo di rafforzare i legami fra le comunità di italiani nel mondo e l'Italia.

## Biografia
Nato il 3 dicembre 1961 a Pieve Di Cadore (Belluno), figlio di un'esule istriana di Buie trasferitasi a Trieste nel secondo dopoguerra, si è laureato in giurisprudenza all'Università degli Studi di Trieste ed è un giornalista pubblicista.
Il 2 marzo 2012 viene eletto segretario generale del Comitato Tricolore per gli Italiani nel Mondo, associazione internazionale fondata da Mirko Tremaglia che si adopera per difendere i diritti degli italiani residenti all'estero.

### Attività politica
Inizia l'attività politica nelle organizzazioni giovanili del Movimento Sociale Italiano (MSI) sotto la guida di Almerigo Grilz.
Nel 1980 diventa segretario provinciale del Fronte della Gioventù di Trieste ed è protagonista di alcune delle più importanti battaglie della destra italiana sul confine orientale, a tutela dell'identità nazionale del capoluogo giuliano, contro il trattato di Osimo e contro le proposte di bilinguismo italiano-sloveno a Trieste e Gorizia.
Alle elezioni amministrative del 1988 si candida al consiglio comunale di Trieste, nelle liste dell'MSI, venendo eletto consigliere comunale. Nello stesso anno viene nominato presidente nazionale del FUAN, organizzazione universitaria dell'MSI, carica che manterrà fino al 1994, anno della sua prima elezione a deputato.
Nell'estate del 1991, durante la guerra di dissoluzione nell'ex Jugoslavia, insieme a Gianfranco Fini, Menia si recò a Belgrado per la discussione della situazione politica istriana.

#### Con Alleanza Nazionale (1994-2008)
Alle elezioni politiche del 1994 viene eletto alla Camera dei deputati nelle liste di Alleanza Nazionale (AN). Menia diventa anche membro del Consiglio direttivo del gruppo parlamentare di AN. Al Congresso di Fiuggi del 1995 aderisce ad Alleanza Nazionale.
Nel 1996 viene confermato alla Camera, eletto sempre nella circoscrizione IX Friuli Venezia-Giulia, e diviene vicepresidente del gruppo parlamentare allora guidato da Giuseppe Tatarella. Nella XIII legislatura, l'11 ottobre del 2000, Menia viene eletto segretario della IV Commissione permanente difesa e presenta una serie di proposte di legge: la n. 1561, recante Norme per il riconoscimento della qualifica di perseguitato politico e dei diritti previdenziali agli esuli istriani, fiumani e dalmati trattenuti in territorio jugoslavo; la n. 1563 (Concessione di un riconoscimento ai congiunti degli infoibati); la legge n. 7008, a favore del Teatro lirico Giuseppe Verdi di Trieste in occasione del bicentenario della sua fondazione e del centenario della morte di Giuseppe Verdi; un'altra recante Disposizioni per il riconoscimento del Centro di ricerche culturali dalmate di Spalato.
Nel 2001 viene nominato assessore alla cultura del Comune di Trieste (era consigliere comunale dal 1988) e si distingue per l'organizzazione di diverse mostre (da Klimt e Renoir a D'Annunzio).
È confermato alla Camera nella XIV legislatura, eletto sempre nella circoscrizione IX Friuli Venezia-Giulia. Dal 2001 al 2003 è membro della I Commissione affari costituzionali, componente del comitato parlamentare d'indagine sui fatti del G8 di Genova. Dal 2003 ritorna alla IV Commissione difesa e dal 2002 al 2005 è membro della Commissione parlamentare d'inchiesta concernente il Dossier Mitrochin e l'attività d’intelligence italiana.
Particolarmente legato alle vicende degli esuli istriani, fiumani e dalmati, è stato il primo promotore della legge che ha istituito il 10 febbraio come Giorno del Ricordo, dedicato ai martiri delle foibe (vedi Iter della legge istitutiva del Giorno del ricordo). Il 16 marzo 2004 il Parlamento italiano approva a larghissima maggioranza la legge: a favore votano tutti i gruppi parlamentari, a eccezione di circa una ventina fra deputati e senatori, tutti appartenenti alla sinistra comunista; al Senato non vi è nessuna dichiarazione di voto contraria a nome del proprio gruppo o personale.
Viene confermato alla Camera nel 2006 per AN. In questi anni è responsabile nazionale per la propaganda di AN e dal 2006 al 2008 è vicecapogruppo di AN alla Camera.
Nel 2008 diviene vice-coordinatore regionale del Popolo della Libertà in Friuli-Venezia Giulia sotto Isidoro Gottardo. Il 12 maggio 2008 viene nominato sottosegretario all'Ambiente nel Governo Berlusconi IV, carica che lascerà due anni più tardi a causa della rottura tra Gianfranco Fini e Silvio Berlusconi. Da sottosegretario ha seguito, in particolare, i problemi relativi alla gestione delle risorse idriche e alla desertificazione, partecipando alle Conferenze delle Parti in sede ONU, ed è stato uno dei presidenti del G8 Ambiente, svoltosi a Siracusa dal 22 al 24 aprile del 2009, partecipando alla negoziazione e alla stesura della Carta di Siracusa sulla biodiversità.
Menia è l'unico a votare contro lo scioglimento di Alleanza Nazionale al Congresso del 21 marzo del 2009.

#### Dal PdL a FLI
IL 30 luglio 2010 aderisce al gruppo parlamentare di Futuro e Libertà per l'Italia, mentre un mese prima aveva costituito l'associazione Area Nazionale, che annoverava tra i suoi promotori molti esponenti del neonato movimento di ispirazione finiana. Il 4 agosto Menia viene eletto coordinatore nazionale responsabile del territorio di Futuro e Libertà per l'Italia e il 14 ottobre 2010 l'Assemblea costituente del gruppo finiano di FLI lo nomina coordinatore regionale in Friuli Venezia Giulia.
Il 15 novembre 2010 Menia si dimette, insieme al ministro per le Politiche Comunitarie Andrea Ronchi, al viceministro al Ministero dello Sviluppo Economico Adolfo Urso e al sottosegretario del Ministero dell'Agricoltura Antonio Buonfiglio, tutti esponenti del nuovo gruppo parlamentare di Futuro e Libertà per l'Italia, lasciando quindi il Governo Berlusconi IV a causa del rifiuto da parte del presidente del Consiglio Silvio Berlusconi di dimettersi, come aveva chiesto Gianfranco Fini.
Dopo l'assemblea costituente del partito, svoltasi a Milano il 13 febbraio 2011, Menia viene nominato dal presidente Fini coordinatore nazionale di Futuro e Libertà per l'Italia.
Dal 18 gennaio 2012 è capogruppo di FLI in commissione Esteri a Montecitorio.
Alle elezioni politiche del 2013 si ricandida in Parlamento con FLI, ma non è rieletto. Dopo le dimissioni di Fini da presidente di FLI, Menia viene nominato coordinatore reggente del partito.

#### Azione Nazionale (2015-2017)
Nel novembre 2015, in presenza del presidente del Comitato dei promotori Pasquale Viespoli, promuove con Gianni Alemanno e Giuseppe Scopelliti la fondazione di un nuovo soggetto politico, Azione Nazionale, che presenta ufficialmente il 28 novembre a Roma, presso il Teatro Quirino.

#### Vicesegretario e presidente del MNS (2017-2019)
Il 17 febbraio 2017 al congresso fondativo di Roma del Movimento Nazionale per la Sovranità, che aggrega Azione Nazionale e La Destra di Francesco Storace, viene eletto vicesegretario, per poi essere eletto il 5 maggio del 2018, dall'Assemblea nazionale, presidente del partito.

#### Passaggio a Fratelli d'Italia (dal 2019)
Il movimento confluirà poi il 7 dicembre 2019 in Fratelli d'Italia, partito a cui Menia aderisce.
Alle elezioni politiche anticipate del 2022 viene candidato al Senato della Repubblica, come capolista di FdI nel collegio plurinominale Liguria - 01, risultando eletto senatore. Nella XIX legislatura è vicepresidente della 3ª Commissione Affari esteri e difesa, componente del Comitato parlamentare Schengen, Europol e immigrazione e della Delegazione italiana presso l'Assemblea parlamentare dell'Iniziativa centro-europea.

## Opere
- Libertate (in collaborazione con Paris Lippi), Trieste, Media Edizioni, 1990.
- 10 febbraio dalle foibe all'esodo, Roma, Edizioni Pagine (collana I libri del Borghese), 2020.